# Bække Sogn
Bække Sogn er et sogn i Malt Provsti (Ribe Stift).
I 1800-tallet var Bække Sogn anneks til Veerst Sogn. Begge sogne hørte til Anst Herred i Ribe Amt. Veerst-Bække sognekommune blev ved kommunalreformen i 1970 indlemmet i Vejen Kommune.
I Bække Sogn ligger Bække Kirke.
I sognet findes følgende autoriserede stednavne:
- Altona (bebyggelse)
- Asbo (bebyggelse, ejerlav)
- Asserholt (bebyggelse)
- Bække (bebyggelse, ejerlav)
- Bække Mark (bebyggelse)
- Kragelund (bebyggelse, ejerlav)
- Kragelund Mose (areal)
- Vittrup (bebyggelse, ejerlav)